# Jörg Kleemann (Archäologe)
Jörg Kleemann (* 1962 in Berlin) ist ein deutscher Mittelalterarchäologe.

## Leben
Jörg Kleemann studierte ab 1981 Ur- und Frühgeschichte, Mittelalterliche Geschichte und Kunstgeschichte an der Freien Universität Berlin und seit 1984 der Universität Bonn. Dort wurde er 1991 bei Volker Bierbrauer mit einer Arbeit über Grabfunde des 8. und 9. Jahrhunderts im nördlichen Randgebiet des Karolingerreiches promoviert. 1991 bis 1994 arbeitete er als Grabungsarchäologe, seit dem Wintersemester 1994 war Kleemann Lehrbeauftragter an der Humboldt-Universität zu Berlin, 1995 bis 1997 erhielt er ein Forschungsstipendium der DFG. In Berlin wurde er auch 1992 mit einer Arbeit über Waffengräber der späten Kaiser- und frühen Völkerwanderungszeit in Nord- und Ostdeutschland habilitiert und war von 2004 bis 2011 als Privatdozent an der Humboldt-Universität ernannt. Gastprofessuren führten ihn an die Universität Budapest und Lublin. Von 2006 bis 2009 lehrt Kleemann als außerordentlicher Professor an der Universität Lublin. Danach wurde er Lehrstuhlinhaber an der Universität Stettin. Er leitet die internationale Lehrgrabung in Malbork-Wielbark.
Kleemann beschäftigt sich mit Fragen der Interaktion zwischen antiken Hoch- und Randkulturen anhand archäologischer Quellen, den gesellschaftliche Entwicklungen antiker Randkulturen und der Mobilität Einzelner und von Gruppen in der Frühgeschichte. Ein weiterer Schwerpunkt sind Studien zu mediterranen Gürteln der Männertracht des 5. und 6. Jahrhunderts.

## Schriften
- Sachsen und Friesen im 8. und 9. Jahrhundert. Eine archäologisch-historische Analyse der Grabfunde, Isensee, Oldenburg 1991 (Veröffentlichungen der Urgeschichtlichen Sammlungen des Landesmuseums zu Hannover, Bd. 50) ISBN 3-89598-842-1
- Grabfunde des 8. und 9. Jahrhunderts im nördlichen Randgebiet des Karolingerreiches, Köln 1992

## Belege
1. ↑  Wielbark Archaeological Field School (Memento des Originals vom 15. August 2013 im Internet Archive)  Info: Der Archivlink wurde automatisch eingesetzt und noch nicht geprüft. Bitte prüfe Original- und Archivlink gemäß Anleitung und entferne dann diesen Hinweis.

| Personendaten    | Personendaten                           |
| ---------------- | --------------------------------------- |
| NAME             | Kleemann, Jörg                          |
| ALTERNATIVNAMEN  | Kleemann, Jörg Uwe (vollständiger Name) |
| KURZBESCHREIBUNG | deutscher Archäologe                    |
| GEBURTSDATUM     | 1962                                    |
| GEBURTSORT       | Berlin                                  |